# Charité romaine (Rubens)
Charité romaine (« Cimon et Pera ») est un tableau réalisé en 1612 par le peintre flamand Pierre Paul Rubens conservé au musée de l'Ermitage à Saint- Pétersbourg.

## Sujet
Charité romaine (en italien Carità Romana) est le nom traditionnel d'une scène exemplaire de piété filiale : une jeune fille, Péra, allaite secrètement en prison son père, Cimon ou Mycon, condamné à mourir de faim. Péra obtient la permission de visiter son père, mais les gardiens s'assurent qu'elle ne lui apporte pas de nourriture. Le vieillard ne mourant pas, l'un des gardiens exerce une surveillance et s'aperçoit que Péra donne le sein à son père. Le préteur et les juges, avertis, décident de libérer le prisonnier.
Aux XVIIe et XVIIIe siècles, de nombreux artistes européens ont représenté cette scène, dont Le Caravage.

## Description
Pour exécuter la figure de Cimon, Rubens s'est inspiré de la statue antique « Hercule penché », qu'il a esquissée lors de son séjour en Italie en 1606-1608 ; ce dessin est conservé à la Bibliothèque Ambrosienne de Milan ; L'influence de la fresque de Michel-Ange « L'Ivresse de Noé » de la Chapelle Sixtine est également perceptible.
Le tableau a été peint vers 1612 et a ensuite appartenu à l'évêque de Bruges, puis est passé dans la collection du comte de Cobenzl à Bruxelles, où en 1768 il fut acheté par l'impératrice Catherine II et devint ainsi l'un des premiers tableaux de la collection de l'Ermitage. La toile est exposée dans le bâtiment du Nouvel Ermitage dans la salle 247.
En 1630, Rubens peint Cimon et Péra sur un sujet similaire (huile sur toile, 155 × 190 cm), conservé au Rijksmuseum d'Amsterdam.

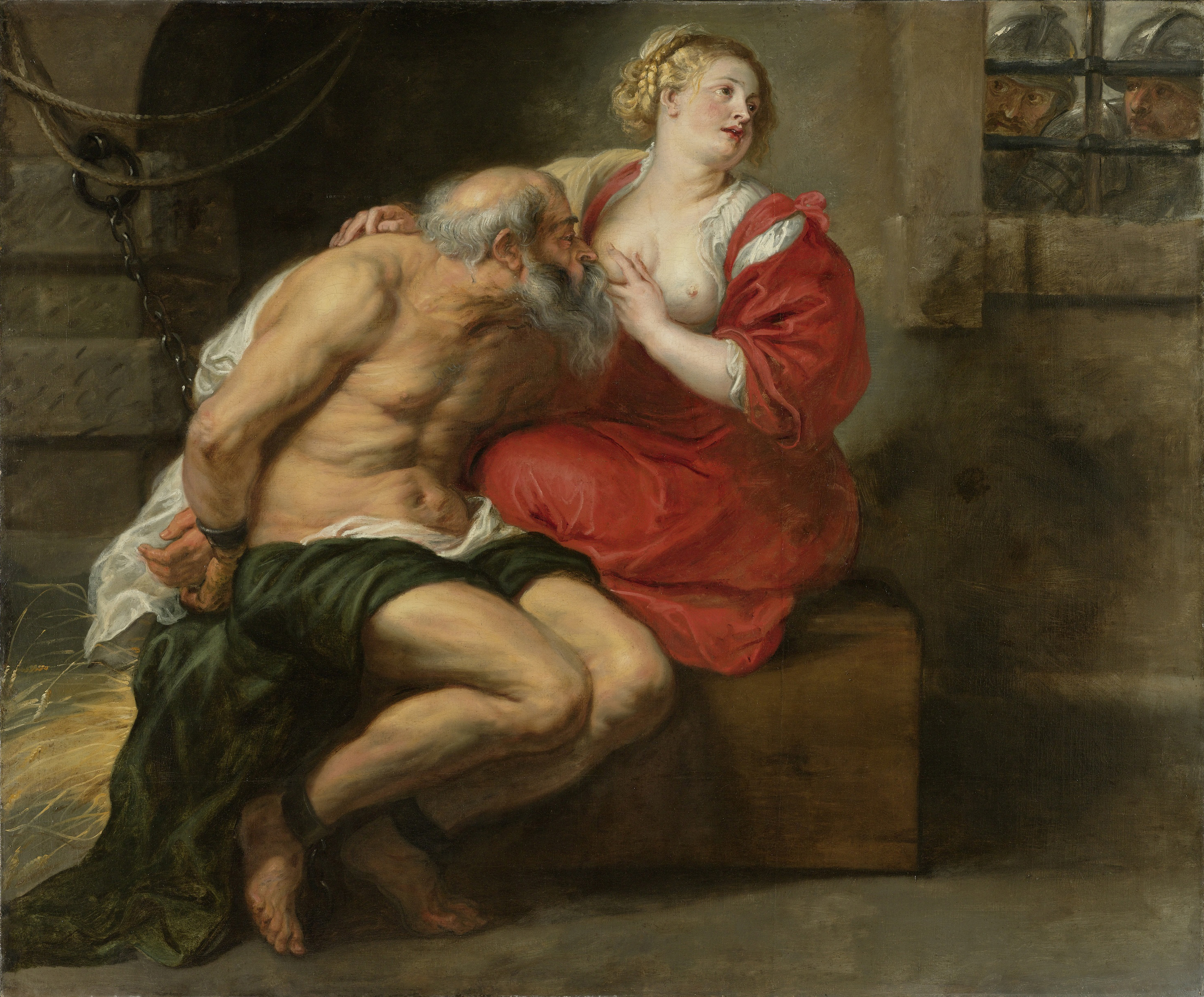
Variante du tableau, vers 1630. Rijksmuseum Amsterdam